# Oxylobium procumbens
Oxylobium procumbens är en ärtväxtart som beskrevs av Ferdinand von Mueller. Oxylobium procumbens ingår i släktet Oxylobium och familjen ärtväxter. Inga underarter finns listade i Catalogue of Life.